# Niphona batesi
Niphona batesi es una especie de escarabajo longicornio del género Niphona, tribu Pteropliini, subfamilia Lamiinae. Fue descrita científicamente por Gahan en 1894.

## Descripción
Mide 23-28 milímetros de longitud.

## Distribución
Se distribuye por Birmania.